# Bruno Taut

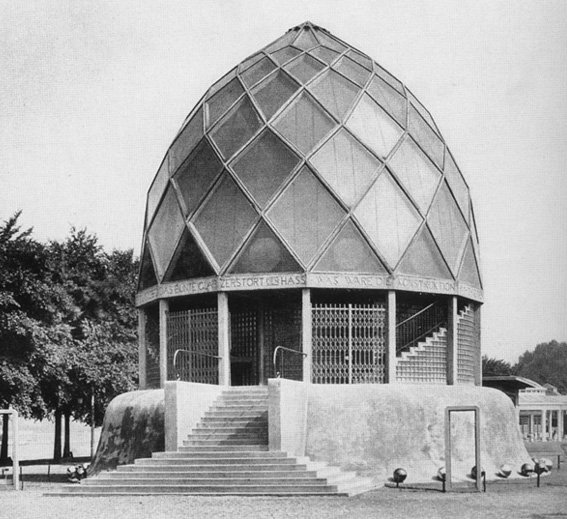
Skleněný pavilon

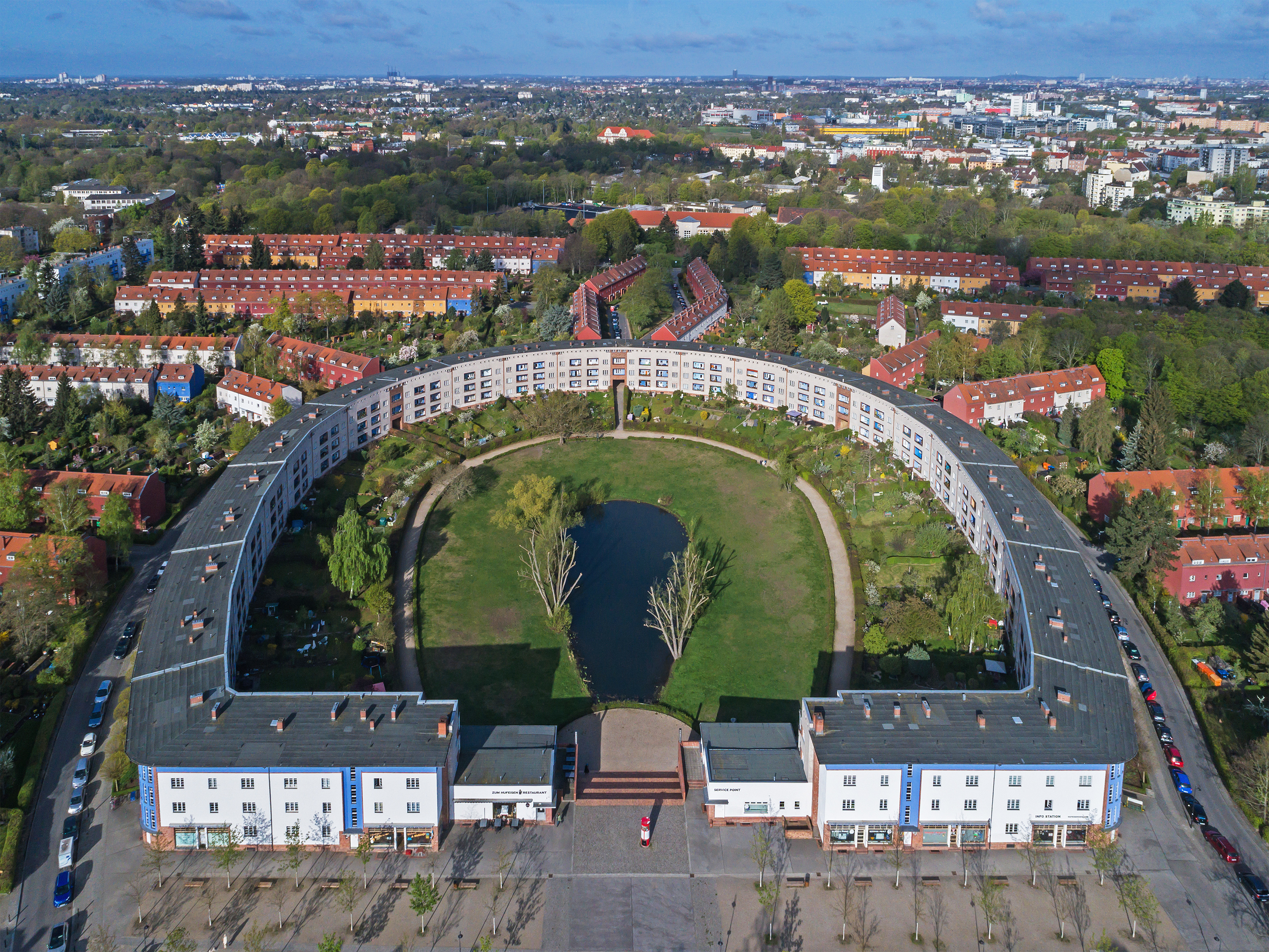
Hufeisensiedlung

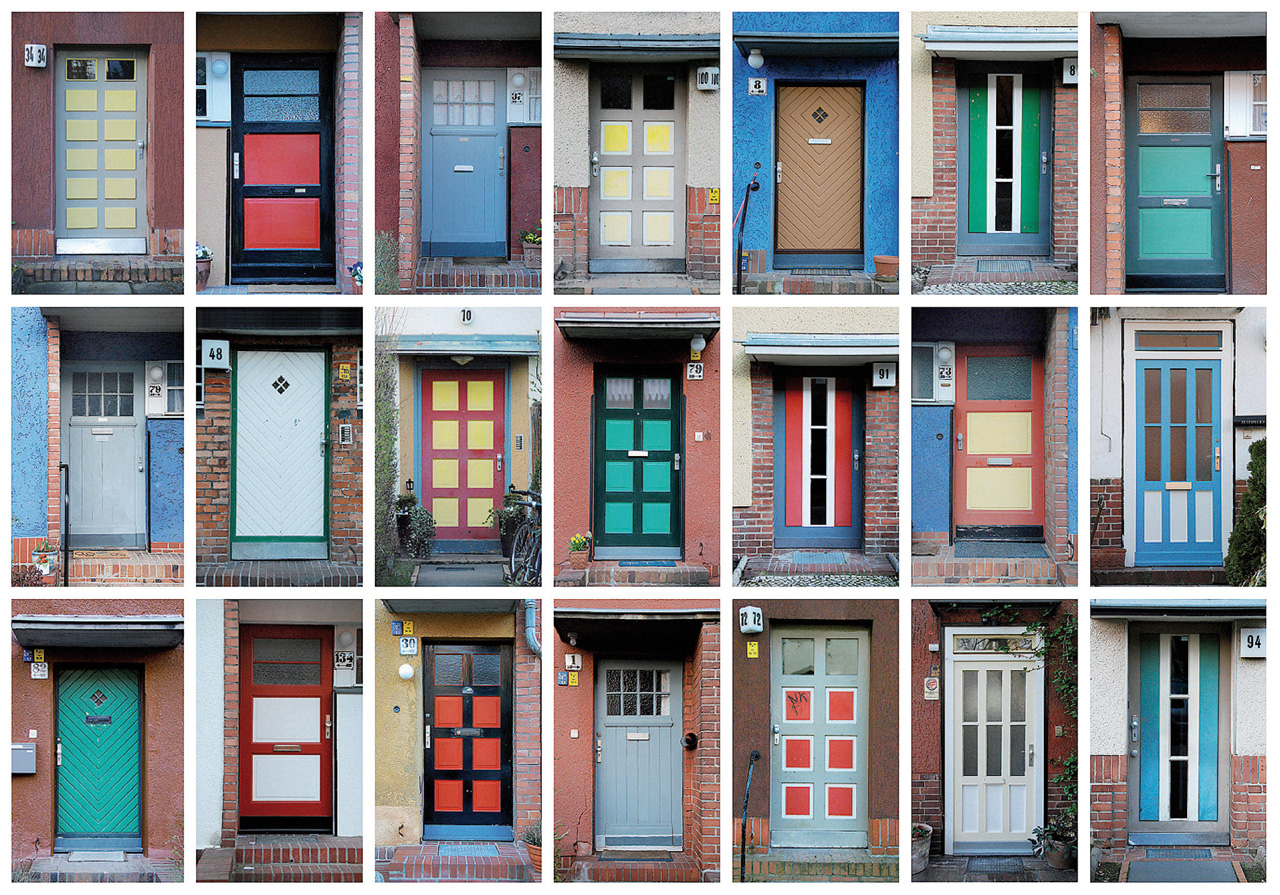
Různorodé barevné řešení dveří v obytném komplexu Hufeisensiedlung

Bruno Taut, celým jménem Bruno Julius Florian Taut (4. května 1880 Kaliningrad – 24. prosince 1938 Istanbul) byl německý architekt a urbanista židovského původu. Významný představitel expresionismu a funkcionalismu. Byl průkopníkem v používání kombinace skla, kovů a betonu. Mezi modernistickými architekty byl výjimečným užitím barev. Snažil se sjednotit místní architektonické tradice (japonské, turecké) s idejemi modernismu. Tautovou nejznámější stavbou je budova Skleněného pavilonu s duhovou kopulí z roku 1914, kterou navrhl pro výstavu Deutscher Werkbundu v Kolýně nad Rýnem.

## Život
Po skončení vysoké školy nastoupil na odbornou školu konstrukčního designu v tehdy německém Královci, dnešním ruském Kaliningradu. Po studiích nastoupil do ateliéru secesního architekta Bruno Möhringa. Roku 1904 ho zaměstnal inovativní architekt Theodor Fischer. Poté odešel do Berlína, kde studoval na tamní Technische Hochschule v Charlottenburgu dějiny umění a městské plánování. V roce 1910 si se svým bratrem, Maxem Tautem, otevřeli vlastní kancelář v Berlíně, která dobře fungovala až do nástupu první světové války. Trvalý dopad na Tautovu tvorbu měl výlet do Anglie, který mu doporučil architekt Hermann Muthesius, aby pochopil modernistické změny v koncepci městské zeleně. Před válkou nedostával mnoho zakázek, mimo jiné i kvůli svým sympatiím k socialismu.
Po válce byl Taut díky svým teoriím označen za vedoucí osobnost „nové objektivní architektury”. V letech 1912–1915 dokončil projekty dvou bytových domů v Magdeburgu, které byly přímo ovlivněny humánním funkcionalismem a konceptem zahradních měst. Po první světové válce odešel na krátké období do Moskvy. Od roku 1921 do roku 1923 zastával post hlavního architekta města Magdeburg, kde navrhování několik obytných čtvrtí. V roce 1924 se stal vedoucím společnosti GEHAG (tato společnost stále existuje), která se zabývala výstavbou bytů. Také navrhl několik velkých vydařených obytných komplexů. Především obytný komplex "Hufeisensiedlung" ve tvaru podkovy z roku 1925 (od roku 2008 chráněn UNESCEM, součást položky „Sídliště berlínské moderny“). Ceněn byl i návrh komplexu "Onkel Toms Hütte" (Chaloupka strýčka Toma) z roku 1926 v Zehlendorfu. Návrhy obsahovaly kontroverzní moderní střechy, přirozené osvětlení, provětrávání, zahrady a velkorysé vymoženosti jako plyn, elektrické osvětlení a koupelny. Kritici z pravé části politického spektra protestovali, že tyto komplexy jsou pro "obyčejné lidí" příliš luxusní a plýtvají prostředky, nicméně Taut měl zastání v pokrokovém starostovi Berlína Gustavu Bössovi a v letech 1924 až 1931 nakonec v Berlíně postavil více než dvanáct tisíc bytů.
V letech 1932 a 1933 pobýval Taut v Sovětském svazu, kde pracoval na několika administrativních stavbách. V únoru 1933 se vrátil domů, kde však bylo nepříznivé politické prostředí, protože nacistická strana získala na síle. Taut začal být pronásledován kvůli své náklonnosti k sociálnědemokratickým myšlenkám, pobytu v komunistickém Sovětském svazu i svému židovskému původu a už po dvou týdnech musel Německo opustit. Nejdříve odešel do Švýcarska, pak do Takase v Japonsku, kde napsal tři významné knihy o japonské kultuře a architektuře a také vyráběl nábytek. Ve volném čase se také věnoval malování a tento jeho koníček bezpochyby ovlivnil jeho práci s barvami v architektuře. Jasné a zářivé barvy uplatnil už v jednom ze svých prvních projektů v bytovém domě Falkenberg v Berlíně (1912). Barevností se Taut výrazně lišil od svých modernistických současníků Miese van der Roheho, Le Corbusiera i Waltera Gropiuse. Le Corbusier prý jednou prohlásil: „Můj bože, ten Taut je barvoslepý!”
V roce 1936 se Taut přestěhoval do Turecka, kde působil až do své předčasné smrti v roce 1938. Pracoval zde na katedře architektury Univerzity výtvarného umění. Navrhl řadu vzdělávacích budov v Ankaře a Trabzonu pro turecké ministerstvo školství. Z nich nejvýznamnější je fakulta jazyků, dějin a geografie na ankarské univerzitě. Tautovou poslední prací byl katafalk použitý při pohřbu Mustafa Kemala Atatürka, který dokončil 21. listopadu 1938, měsíc před vlastní smrtí. Taut byl pohřben jako jediný nemuslim na ankarském vojenském hřbitově Edirnekapı Şehitliği.